# Terry Desmond Macfarlane
Terry Desmond Macfarlane (n. 1953) és un botànic australià.
És investigador taxònom a l'"Herbari d'Austràlia Occidental, Departament d'Agricultura", a Perth. S'ha especialitzat en les famílies Colchicaceae, Dasypogonaceae, Haemodoraceae, Fabaceae, Poaceae, i en sistemes taxonòmics de "databases".

## Algunes publicacions
- c.s. Edwards, terry d. MacFarlane. 1983. Research Applications of Free-text Retrieval from a Grass Genera Data Base Using STATUS. Editor Department of Agr. Western Australia. 7 pp.

- terry d. MacFarlane. 1979. A Taxonomic Study of the Pooid Grasses. Editor Australian Nat. Univ.

A maig de 2012, existeixen 83 registres de les seves identificacions i nomenaments de noves espècies, fonamentalment de la família de Colchicaceae.